# Como, Mississippi
Como är en ort i Panola County i delstaten Mississippi, USA.